# NXT TakeOver (2014)
NXT TakeOver (2014) foi o evento inaugural de transmissão ao vivo de luta profissional do NXT TakeOver produzido pela WWE. Foi realizado exclusivamente para lutadores do território de desenvolvimento da promoção, NXT. O evento foi ao ar exclusivamente na WWE Network e aconteceu em 29 de maio de 2014, na arena do NXT, a Universidade Full Sail em Winter Park, Flórida.
Cinco lutas foram disputadas durante a transmissão principal e uma partida antes da parte televisionada do programa. O evento principal foi a primeira defesa de alto nível do Campeonato do NXT no reinado do título de Adrian Neville depois de vencer o Campeonato no NXT Arrival enquanto ele lutava contra Tyson Kidd. Em outra partida importante, as finais do torneio pelo vago Campeonato Feminino do NXT foram disputadas quando Charlotte derrotou Natalya para ganhar o título.

## Produção

### Introdução
Em 2012, a WWE reestruturou sua marca NXT de um programa de televisão de competição baseado em realidade para um território de desenvolvimento para sua lista principal. Em fevereiro de 2014, a promoção realizou seu primeiro especial ao vivo para o NXT, intitulado Arrival, que também foi o primeiro evento a ir ao ar ao vivo no serviço de streaming online da WWE, a WWE Network, lançado no início do mesmo mês. A promoção agendou seu próximo evento da WWE Network para o NXT como um evento chamado TakeOver. Estava programado para ser realizado em 29 de maio de 2014, na arena do NXT, a Universidade Full Sail em Winter Park, Flórida.

### Rivalidades
O card continha cinco partidas. As lutas resultaram de enredos roteirizados, onde os lutadores retratavam heróis, vilões ou personagens menos distinguíveis que construíam tensão e culminavam em uma luta livre ou uma série de lutas. Os resultados foram predeterminados pelos escritores da WWE na marca NXT, enquanto as histórias foram produzidas em seu programa de televisão semanal, NXT.

## Evento
Os comentaristas foram Tom Phillips, William Regal e Byron Saxton. O painel pré-show consistia em Christian, Paul Heyman e Renee Young.

### Lutas preliminares
A primeira luta viu Adam Rose enfrentar Camacho. Rose executou um "Party Foul" em Camacho para vencer a partida.
Em seguida, The Ascension (Konnor e Viktor) defenderam o Campeonato de Duplas do NXT contra Kalisto e El Local. Viktor derrotou El Local após a "Fall of Man" para reter o título.
Depois disso, Sami Zayn enfrentou Tyler Breeze para determinar o desafiante número 1 ao Campeonato do NXT. Durante a luta, Zayn executou um "Blue Thunder Bomb" em Breeze para quase cair. Breeze executou um "Supermodel Kick" em Zayn para uma quase queda. No final, quando Zayn tentou um "Helluva Kick" em Breeze, Breeze executou um "Beauty Shot" para vencer a luta.
Houve um segmento com Mojo Rawley confrontando Rusev e Lana; Rusev dominou a briga resultante.
Na penúltima luta, Charlotte (acompanhada por seu pai, Ric Flair) enfrentou Natalya (acompanhada pelo Hall da Fama Bret Hart) pelo vago Campeonato Feminino do NXT. Durante a luta, Natalya aplicou o sharpshooter em Charlotte, que rebateu no "Figure-Eight Leglock", que Natalya iria contra-atacar. Charlotte aplicou o sharpshooter em Natalya, mas Natalya escapou. Charlotte derrotou Natalya após "Natural Selection" para ganhar o título.

### Evento principal
No evento principal, Adrian Neville defendeu o Campeonato do NXT contra Tyson Kidd. Durante a luta, Neville executou um pop-up sitout powerbomb em Kidd para uma quase queda. Kidd executou um springboard "Blockbuster" em Neville para uma quase queda. Kidd aplicou o sharpshooter em Neville e fez a transição para o "Dungeon Lock", com Neville tocando as cordas para quebrar o aperto. No final, Neville executou um super hurricanrana e um "Red Arrow" em Kidd para reter o título.

## Após o evento
Com a programação do NXT TakeOver: Fatal 4-Way em setembro de 2014, o nome "TakeOver" seria posteriormente usado como a marca dos shows ao vivo do NXT. Os eventos TakeOver foram realizados várias vezes ao ano, muitas vezes como shows de apoio para um dos principais shows da WWE, como WrestleMania ou SummerSlam. Os eventos eram originalmente exclusivos da WWE Network até TakeOver 31 em outubro de 2020, quando também se tornaram disponíveis no tradicional pay-per-view (PPV). A série TakeOver chegou ao fim em 2021 com o TakeOver final realizado como TakeOver 36 em agosto daquele ano. Em setembro de 2021, a marca NXT passou por uma reestruturação, sendo rebatizada como "NXT 2.0", revertendo, em parte, a um território de desenvolvimento para a WWE. Especulou-se que com este rebranding, a série TakeOver seria descontinuada. Em 9 de novembro de 2021, o próximo evento PPV e WWE Network do NXT foi anunciado como WarGames. Embora WarGames tenha sido realizado como um evento TakeOver de 2017 a 2020, o anúncio confirmou que o evento de 2021 não seria um evento TakeOver, encerrando assim a série TakeOver.

## Resultados
| Nº                                          | Resultados                                                      | Estipulações                                                             | Tempo |
| ------------------------------------------- | --------------------------------------------------------------- | ------------------------------------------------------------------------ | ----- |
| 1                                           | Adam Rose derrotou Camacho                                      | Luta Individual                                                          | 5:07  |
| 2                                           | The Ascension (Konnor e Viktor) (c) derrotou El Local e Kalisto | Luta de duplas pelo Campeonato de duplas do NXT                          | 6:18  |
| 3                                           | Tyler Breeze derrotou Sami Zayn                                 | Luta Individual para determinar o desafiante Nº 1 pelo Campeonato do NXT | 15:55 |
| 4                                           | Charlotte (com Ric Flair) derrotou Natalya (com Bret Hart)      | Luta Individual pelo vago Campeonato Feminino do NXT                     | 16:49 |
| 5                                           | Adrian Neville (c) derrotou Tyson Kidd                          | Luta Individual pelo Campeonato do NXT                                   | 20:55 |
| (c) – Refere-se aos campeões antes da luta. |                                                                 |                                                                          |       |

### NXT Women's Championship Tournament (2014)
Em 24 de abril de 2014, Paige foi destituída do Campeonato Feminino do NXT, pelo comissário do NXT John Bradshaw Layfield, porque ela não conseguiu defender o Feminino do NXT e o Campeonato das Divas da WWE, encerrando seu reinado em 308 dias. Logo em seguida, durante as gravações dos shows de maio, foi anunciada a realização de um torneio para definir o próximo campeão. Charlotte derrotou Natalya no NXT Takeover em 29 de maio de 2014 para se tornar a nova campeã.
|  | Quartas de final | Quartas de final |              |       | Semifinais | Semifinais |  |  | Final | Final |
|  |                  |                  |              |       |            |            |  |  |       |       |
|  |                  |                  |              |       |            |            |  |  |       |       |
|  |                  |                  |              |       |            |            |  |  |       |       |
|  | Sasha Banks      | 4/30             |              |       |            |            |  |  |       |       |
|  | Sasha Banks      | 4/30             |              |       |            |            |  |  |       |       |
|  | Bayley           | 3:58             |              |       |            |            |  |  |       |       |
|  | Bayley           | 3:58             | Sasha Banks  | 4:06  |            |            |  |  |       |       |
|  |                  |                  | Sasha Banks  | 4:06  |            |            |  |  |       |       |
|  |                  | Natalya          | 5/21         |       |            |            |  |  |       |       |
|  | Layla            | Natalya          | 5/21         | 3:30  |            |            |  |  |       |       |
|  | Layla            |                  |              | 3:30  |            |            |  |  |       |       |
|  | Natalya          | 4/30             |              |       |            |            |  |  |       |       |
|  | Natalya          | 4/30             | Natalya      | 16:49 |            |            |  |  |       |       |
|  |                  |                  | Natalya      | 16:49 |            |            |  |  |       |       |
|  |                  | Charlotte        | NXT TakeOver |       |            |            |  |  |       |       |
|  | Emma             | Charlotte        | NXT TakeOver | 3:50  |            |            |  |  |       |       |
|  | Emma             |                  |              | 3:50  |            |            |  |  |       |       |
|  | Charlotte        | 5/7              |              |       |            |            |  |  |       |       |
|  | Charlotte        | 5/7              | Charlotte    | 5/14  |            |            |  |  |       |       |
|  |                  |                  | Charlotte    | 5/14  |            |            |  |  |       |       |
|  |                  | Alexa Bliss      | 5:01         |       |            |            |  |  |       |       |
|  | Alexa Bliss      | Alexa Bliss      | 5:01         | 5/7   |            |            |  |  |       |       |
|  | Alexa Bliss      |                  |              | 5/7   |            |            |  |  |       |       |
|  | Alicia Fox       | 3:08             |              |       |            |            |  |  |       |       |
|  | Alicia Fox       | 3:08             |              |       |            |            |  |  |       |       |